# 야생화 (박효신의 노래)
〈야생화〉는 대한민국의 가수 박효신의 노래이다. 2014년 3월 28일 CJ E&M을 통해 발매되었다.

## 차트
| 차트 (2014)        | 최고 순위 |
| ------------------ | --------- |
| 가온 디지털 차트   | 1         |
| 가온 스트리밍 차트 | 1         |
| 가온 다운로드 차트 | 1         |

## 같이 보기
- 2014년 가온 디지털 차트 1위 목록
- 2014년 가온 다운로드 차트 1위 목록
- 2014년 가온 스트리밍 차트 1위 목록